# Burg Ostrężnik
Die Burg Ostrężnik (polnisch Zamek Ostrężnik) ist eine Burgruine bei Janów unweit von Tschenstochau im Gebirgszug des Krakau-Tschenstochauer Juras. Die Burg gehört zu den Adlerhorst-Burgen, die im 14. Jahrhundert die Grenze zwischen dem Königreich Polen und dem Heiligen Römischen Reich sicherten. Sie liegt in der Woiwodschaft Schlesien, gehört historisch jedoch zu Kleinpolen.

## Geschichte
Die Burg wurde wahrscheinlich am Anfang des 14. Jahrhunderts vermutlich vom Krakauer Bischof Johann Muskata errichtet. Möglicherweise diente sie dem Bischof als Gefängnis für seine politischen Gegner oder fiel Raubrittern in die Hände. Archäologische Arbeiten legen jedenfalls nahe, dass sie nicht lange genutzt wurde und bald verfiel bzw. zerstört wurde.